# Puntallana
Puntallana è un comune spagnolo di 2 337 abitanti situato nella comunità autonoma delle Canarie. Si trova nell'isola di La Palma.